# Bon Magasinage
 (mai 2025).
Motif : Sources attestant de la notoriété de ce site créé en 2018 ?
- Archive Wikiwix
- Bing
- Cairn
- DuckDuckGo
- E. Universalis
- Gallica
- Google
- G. Books
- G. News
- G. Scholar
- Persée
- Qwant
- (zh) Baidu
- (ru) Yandex

| 1. | Préciser le motif de la pose du bandeau. | Précisez le motif de la pose du bandeau en utilisant la syntaxe suivante : {{admissibilité à vérifier\|date=juillet 2025\|motif=remplacez ce texte par le motif}}                   |
| 2. | Informer les utilisateurs concernés.     | Pensez à avertir le créateur de l'article, par exemple, en insérant le code ci-dessous sur sa page de discussion : {{subst:avertissement admissibilité à vérifier\|Bon Magasinage}} |

Vous pouvez aider à l'améliorer ou bien discuter des problèmes sur sa page de discussion.
- Il ne cite pas suffisamment ses sources. Vous pouvez indiquer les passages à sourcer avec {{référence nécessaire}} ou {{Référence souhaitée}}, et inclure les références utiles en les liant aux notes de bas de page. (Marqué depuis mai 2025)
- Il n’est pas rédigé dans un style encyclopédique. (Marqué depuis mai 2025)
- Il est orphelin : moins de trois articles lui sont liés. Aidez à ajouter des liens en plaçant le code [[Bon Magasinage]] dans les articles relatifs au sujet. (Marqué depuis juillet 2025)

- Archive Wikiwix
- Bing
- Cairn
- DuckDuckGo
- E. Universalis
- Gallica
- Google
- G. Books
- G. News
- G. Scholar
- Persée
- Qwant
- (zh) Baidu
- (ru) Yandex

Bon Magasinage est une plateforme québécoise de revente de vêtements et accessoires de seconde main entre particuliers. Fondée en 2018 par l’entrepreneure Candice Bouchez, l’entreprise s’inscrit dans une démarche d’économie circulaire et vise à rendre la mode seconde main accessible, désirable et simple à utiliser.

## Histoire
Bon Magasinage est fondé en 2018 à Montréal par Candice Bouchez, originaire de Lille, en France. Très tôt, elle développe une passion pour la seconde main en participant à la Braderie de Lille (un événement emblématique de sa région) et autre évènements dédiés aux vêtements et objets d'occasion. Elle devient ensuite l’une des premières clientes de la plateforme française Vide-Dressing, où elle découvre le plaisir de transformer sa garde-robe en une mini-boutique personnelle.
En 2016, elle s’installe à Montréal pour un stage de fin d’études de six mois. Elle constate alors l'absence de solutions adaptées pour la revente de vêtements en ligne, Vinted n’étant pas disponible au Canada à ce moment-là. L’offre se limite à Kijiji, une plateforme de petites annonces peu optimisée pour la mode. Candice lance alors un premier site simple et gratuit pour faciliter les échanges de vêtements entre particuliers. Elle commence en livrant elle-même les colis en porte-à-porte à Montréal et les environs, posant ainsi les bases d'une communauté fidèle et engagée.
Selon un article publié dans *Maudits Français*, « la jeune entrepreneure s’est donné pour mission de redonner vie aux vêtements dormants, avec une plateforme simple, locale et centrée sur l’humain ».

## Mission
La mission de Bon Magasinage est de « faire de la seconde main la première mode ». La plateforme vise à démocratiser l’achat et la vente de vêtements usagés en ligne à travers une expérience conviviale, locale et éthique. Elle repose sur une modération humaine, un modèle sans publicité, et une interface pensée pour les besoins spécifiques des Québécoises et Québécois.
La plateforme se distingue par :
- Une communauté fortement engagée, qui participe activement à la co-construction de l’entreprise
- Un positionnement pionnier au Canada, bien que le modèle soit déjà répandu en Europe
- Une mise en valeur des bienfaits écologiques associés à la consommation de vêtements de seconde main

## Positionnement
Contrairement à des plateformes internationales comme Vinted ou Poshmark, Bon Magasinage adopte une approche locale, centrée sur l’impact social et environnemental.
Dans un portrait publié par *Baron Mag*, la fondatrice affirme : « Je veux que Bon Magasinage devienne une habitude. Pas un geste exceptionnel. ».
Dans *Journal Métro*, l’entreprise est décrite comme une initiative qui permet de « consommer local et responsable, en redonnant une seconde vie aux vêtements inutilisés ».